# Méthode OKR
 (mai 2021).
La mise en forme du texte ne suit pas les recommandations de Wikipédia : il faut le « wikifier ».
Les points d'amélioration suivants sont les cas les plus fréquents. Le détail des points à revoir est peut-être précisé sur la page de discussion.
- Les titres sont pré-formatés par le logiciel. Ils ne sont ni en capitales, ni en gras.
- Le texte ne doit pas être écrit en capitales (les noms de famille non plus), ni en gras, ni en italique, ni en « petit »…
- Le gras n'est utilisé que pour surligner le titre de l'article dans l'introduction, une seule fois.
- L'italique est rarement utilisé : mots en langue étrangère, titres d'œuvres, noms de bateaux, etc.
- Les citations ne sont pas en italique mais en corps de texte normal. Elles sont entourées par des guillemets français : « et ».
- Les listes à puces sont à éviter, des paragraphes rédigés étant largement préférés. Les tableaux sont à réserver à la présentation de données structurées (résultats, etc.).
- Les appels de note de bas de page (petits chiffres en exposant, introduits par l'outil «  Source ») sont à placer entre la fin de phrase et le point final[comme ça].
- Les liens internes (vers d'autres articles de Wikipédia) sont à choisir avec parcimonie. Créez des liens vers des articles approfondissant le sujet. Les termes génériques sans rapport avec le sujet sont à éviter, ainsi que les répétitions de liens vers un même terme.
- Les liens externes sont à placer uniquement dans une section « Liens externes », à la fin de l'article. Ces liens sont à choisir avec parcimonie suivant les règles définies. Si un lien sert de source à l'article, son insertion dans le texte est à faire par les notes de bas de page.
- La présentation des références doit suivre les conventions bibliographiques. Il est recommandé d'utiliser les modèles {{Ouvrage}}, {{Chapitre}}, {{Article}}, {{Lien web}} et/ou {{Bibliographie}}. Le mode d'édition visuel peut mettre en forme automatiquement les références.
- Insérer une infobox (cadre d'informations à droite) n'est pas obligatoire pour parachever la mise en page.

Pour une aide détaillée, merci de consulter Aide:Wikification.
Si vous pensez que ces points ont été résolus, vous pouvez retirer ce bandeau et améliorer la mise en forme d'un autre article.
La méthode OKR (« objectives and key results ») est une méthode de gestion utilisée pour définir et faire le suivi d'objectifs et résultats.
Les OKR comprennent un objectif — un but clairement défini — et trois à cinq résultats clés, mesures spécifiques utilisées pour suivre la réalisation de cet objectif. Le but de l'OKR est de définir comment atteindre les objectifs à travers des actions concrètes, spécifiques et mesurables. Les principaux résultats peuvent être mesurés sur une échelle de 0–100% ou sur toute unité numérique (par exemple, montant en dollars, %, articles, etc. ). Les objectifs doivent également être soutenus par des initiatives, qui sont les plans et les activités qui aident à atteindre l'objectif et à faire progresser les principaux résultats.
Il est recommandé  que votre taux de réussite cible pour les résultats clés soit de 70%. Un taux de réussite de 70% encourage l'établissement d'objectifs ambitieux. Si 100% des résultats clés sont systématiquement atteints, les résultats clés doivent être réévalués.
Les OKR peuvent être partagés dans toute l'organisation dans le but de fournir aux équipes une visibilité des objectifs avec l'intention d'aligner et de concentrer les efforts. Les OKR sont généralement définis au niveau de l'entreprise, d'une équipe et au niveau individuel. Il y avait des critiques  selon lesquelles cela entraîne une trop grande approche en cascade..
Il y a un chevauchement avec d'autres cadres stratégiques comme OGSM et X-Matrix de Hoshin Kanri. Cependant, OGSM inclut explicitement la «stratégie» comme l'une de ses composantes. En outre, les OKR se chevauchent avec d'autres cadres de gestion des performances, se situant quelque part entre le KPI et le tableau de bord équilibré.

## Histoire
Le développement des OKR est généralement attribué à Andrew Grove, le «père des OKR», qui a introduit l'approche d' Intel pendant son mandat là-bas et l'a documenté dans son livre de 1983 High Output Management. Le concept simple mais efficace de Grove est expliqué par John Doerr : «Le résultat clé doit être mesurable. Mais à la fin, vous pouvez regarder et demander sans ambiguïté: est-ce que j'ai fait cela ou ne l'ai-je pas fait? Oui? Non? Simple. Il n'y a pas de jugements ».
En 1975, John Doerr, à l'époque un vendeur travaillant pour Intel, a suivi un cours au sein d'Intel enseigné par Andy Grove où il a été initié à la théorie des OKR, alors appelé "iMBOs" pour "Intel Management by Objectives ".
En 1999, Doerr, qui travaillait alors pour Kleiner Perkins - une société de capital-risque, a présenté l'idée des OKR à une start-up dans laquelle Kleiner Perkins avait investi, appelée Google. L'idée a pris racine et les OKR sont rapidement devenus un élément central de la culture de Google en tant que «méthodologie de gestion qui permet de garantir que l'entreprise concentre ses efforts sur les mêmes problèmes importants dans toute l'organisation». Doerr a également publié un livre sur le cadre OKR intitulé Measure What Matters en 2017, traduit en français sous le titre Mesurez ce qui compte en 2019 et réédité en 2024.
Larry Page, l'ancien PDG d'Alphabet et cofondateur de Google, a crédité les OKR dans l'avant-propos du livre de Doerr: «Les OKR nous ont aidés à atteindre une croissance 10X, à plusieurs reprises. Ils ont contribué à rendre notre mission follement audacieuse «d'organiser l'information du monde» peut-être même réalisable. Ils nous ont permis, moi et le reste de l'entreprise, de rester à l'heure et sur la bonne voie quand cela importait le plus ".
Depuis qu'ils sont devenus populaires chez Google, les OKR ont trouvé la faveur de plusieurs autres organisations technologiques similaires  y compris LinkedIn, Twitter, Gett, Uber, et Microsoft.